# Targeta de coordenades
La targeta de coordenades  és una eina de seguretat addicional al PIN o clau de seguretat bancària requerida per realitzar operacions que impliquin moviment de fons o contractació de productes i serveis a través de serveis "on line" (banca electrònica o banca telefònica).

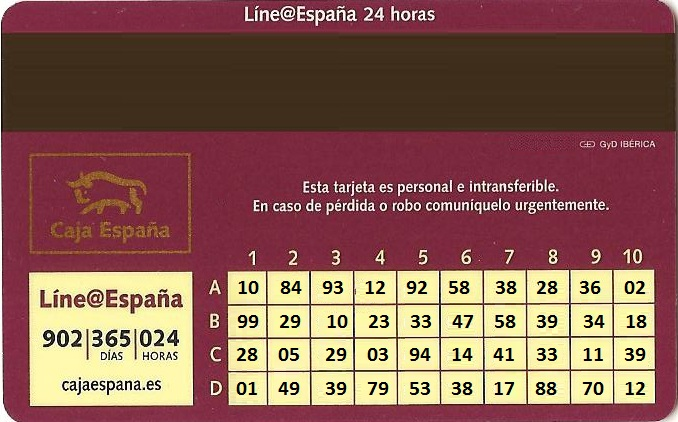
Exemple de targeta de coordenades de Caja España

Conforma un segon factor d'autenticació del compte bancari, però a diferència del PIN que és fix, és dinàmica, funciona com un llibre de claus. Quan una clau és dinàmica és més difícil per als estafadors electrònics (Phishing o correus fraudulents) robar claus per fer operacions per internet. Cada vegada que ho intentin necessitaran una coordenada diferent, que és aleatòria i canvia a cada sessió.
Actualment hi ha sistemes molt més segurs que la targeta de coordenades, com el token de seguretat, però el seu cost i de vegades l'impacte social impedeixen la seva introducció immediata en el mercat.

## Descripció
La targeta de coordenades és una targeta de plàstic, de la mida d'una targeta de crèdit, que conté una matriu o sèrie de nombres (generalment parells de dades) impresos, és a dir, ordenats en files i columnes. Les files estan titulades amb nombres ascendents a partir de l'1 i les columnes amb lletres ascendents alfabèticament començant des de la A. Per a una targeta de 100 coordenades es necessiten 10 files (de l'1 al 10) i 10 columnes (de l'A a la J). La primera cel·la es dirà A1 i l'última J10.
|    | A  | B  | C  | D  | E  | F  | G  | H  | I  | J  |
| -- | -- | -- | -- | -- | -- | -- | -- | -- | -- | -- |
| 1  | 89 | 56 | 41 | 13 | 26 | 23 | 16 | 10 | 87 | 78 |
| 2  | 06 | 46 | 69 | 89 | 62 | 80 | 81 | 96 | 87 | 13 |
| 3  | 33 | 46 | 05 | 99 | 14 | 63 | 64 | 45 | 18 | 66 |
| 4  | 56 | 52 | 04 | 56 | 92 | 27 | 85 | 99 | 59 | 47 |
| 5  | 02 | 24 | 58 | 67 | 79 | 31 | 49 | 55 | 52 | 09 |
| 6  | 68 | 26 | 62 | 05 | 60 | 32 | 53 | 08 | 99 | 47 |
| 7  | 37 | 49 | 45 | 90 | 39 | 33 | 85 | 13 | 22 | 11 |
| 8  | 05 | 77 | 72 | 24 | 31 | 35 | 06 | 48 | 80 | 95 |
| 9  | 33 | 62 | 89 | 08 | 85 | 91 | 21 | 87 | 30 | 97 |
| 10 | 16 | 50 | 68 | 58 | 65 | 96 | 91 | 74 | 55 | 65 |

## Funcionament
En sol·licitar una transacció protegida per targeta de coordenades (transferència bancària electrònica, pagament d'impostos i serveis, pagament de compres, pagament de sous, canvi de domicili, etc.) el sistema requerirà el nombre que es troba imprès en alguna cel·la. Per exemple, si tenim la targeta de coordenades de l'exemple, si sol·licita A8 s'ha d'introduir el número 05, si sol·licita G3 s'ha d'introduir el número 64, etc. Aquest procediment es repetirà i si les respostes són correctes, es realitzarà l'operació requerida. En cas contrari, se li denegarà.

## Activació
És probable que després de rebre una nova targeta de coordenades s'hagi d'activar. Es pot fer des d'un caixer automàtic, amb la targeta de dèbit i el seu PIN, i seleccionant l'opció d'Associació de Targeta Coordenades, seguint els passos que se li indiqui. Un cop finalitzada aquesta operació, la seva targeta de coordenades estarà a punt per ser utilitzada i a partir d'aquest moment sempre li serà sol·licitat la introducció de coordenades per realitzar operacions segures.

## Recomanacions de seguretat
- La targeta de coordenades és única per a cada usuari.
- El seu banc mai li sol·licitarà totes les claus juntes de la seva targeta de coordenades o que completi els valors per correu electrònic o mitjançant telèfon. I en general no se sol·liciten més d'1 o 2 valors per operació.
- No presti la seva targeta ni divulgui el seu contingut a tercers.
- Mantingui-la en un lloc segur.
- Davant qualsevol dubte, consultes, pèrdua o sostracció de la seva targeta de coordenades contacteu amb el banc.
- No accpetar la targeta si es lliura en un sobre obert.